# Volleybal op de Olympische Zomerspelen 2008

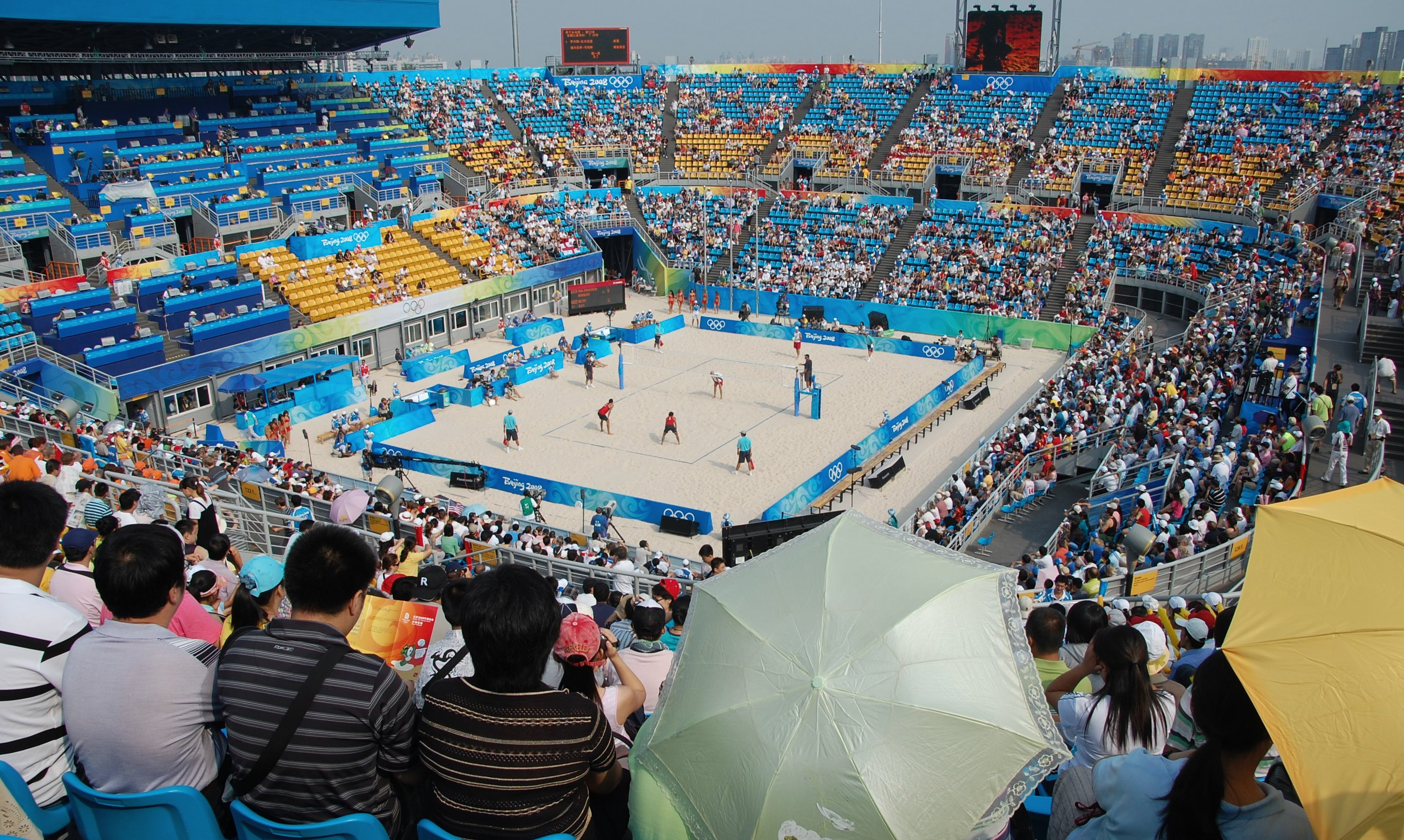
het hoofdstadion voor het beachvolleybal in Chaoyangpark

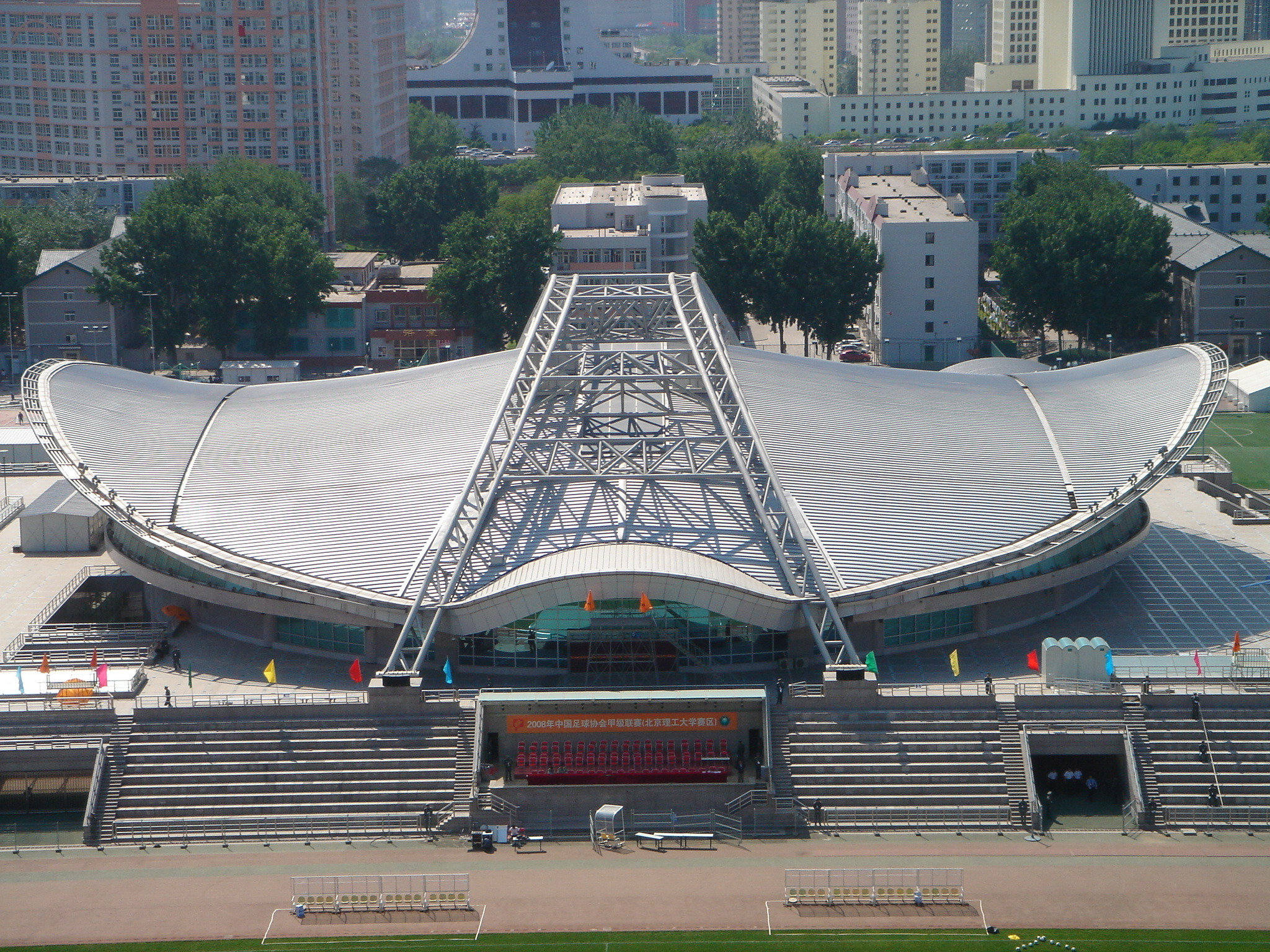
het Beijing Institute of Technology Gymnasium voor het zaalvolleybal

Volleybal is een van de sporten die beoefend werden tijdens de Olympische Zomerspelen 2008 in Peking. De wedstrijden werden gespeeld van 9 tot en met 24 augustus op het Beijing Institute of Technology Gymnasium en in het Capital Indoorstadion. Laatstgenoemde is speciaal voor de Spelen gerenoveerd. De beachvolleybalwedstrijden werden gespeeld in een tijdelijk stadion in Chaoyangpark dat 12.000 plaatsen telde.

## Onderdelen
In totaal werden er in vier disciplines medailles uitgereikt:
- Volleybal mannen (12 deelnemende teams)
- Volleybal vrouwen (12 deelnemende teams)
- Beachvolleybal mannen (24 deelnemende teams)
- Beachvolleybal vrouwen (24 deelnemende teams)

## Kwalificatie
Elk Nationaal Olympisch Comité mocht één mannen- en één vrouwenteam afvaardigen naar de kwalificaties voor het volleybal, en 2 mannen- en vrouwenteams naar de kwalificatietoernooien voor het beachvolleybal.

## Zaalvolleybal

### Mannen

#### Voorronde

##### Groep A
| Datum       | Uur   | Land             | Land             | Uitslag | Setstanden                          |
| ----------- | ----- | ---------------- | ---------------- | ------- | ----------------------------------- |
| 10 augustus | 12:10 | Italië           | Japan            | 3 - 1   | (25-19, 25-18, 23-25, 25-17)        |
| 10 augustus | 12:35 | Verenigde Staten | Venezuela        | 3 - 2   | (25-18, 25-18, 22-25, 21-25, 15-10) |
| 10 augustus | 20:00 | Bulgarije        | China            | 3 - 1   | (25-20, 25-21, 26-28, 25-19)        |
| 12 augustus | 12:30 | Verenigde Staten | Italië           | 3 - 1   | (24-26, 25-22, 25-15, 25-21)        |
| 12 augustus | 20:00 | Venezuela        | China            | 2 - 3   | (21-25, 25-21, 25-16, 21-25, 14-16) |
| 12 augustus | 22:45 | Japan            | Bulgarije        | 1 - 3   | (27-29, 25-23, 21-25, 19-25)        |
| 14 augustus | 10:00 | Italië           | Venezuela        | 3 - 0   | (25-21, 25-20, 25-21)               |
| 14 augustus | 20:00 | China            | Japan            | 3 - 2   | (25-20, 25-23, 17-25, 16-25, 15-10) |
| 14 augustus | 22:30 | Bulgarije        | Verenigde Staten | 1 - 3   | (29-27, 21-25, 14-25, 24-26)        |
| 16 augustus | 10:00 | Verenigde Staten | China            | 3 - 0   | (25-22, 25-12, 25-18)               |
| 16 augustus | 14:50 | Italië           | Bulgarije        | 3 - 0   | (25-20, 25-21, 25-16)               |
| 16 augustus | 22:00 | Venezuela        | Japan            | 3 - 0   | (25-23, 25-21, 25-23)               |
| 18 augustus | 10:00 | Bulgarije        | Venezuela        | 3 - 1   | (23-25, 25-19, 25-16, 25-22)        |
| 18 augustus | 20:00 | China            | Italië           | 2 - 3   | (17-25, 23-25, 25-21, 25-20, 14-16) |
| 18 augustus | 22:35 | Japan            | Verenigde Staten | 0 - 3   | (18-25, 12-25, 21-25)               |

| Groep A |                  |             |             |             |      |      |        |        |        |
| #       | Land             | Wedstrijden | Wedstrijden | Wedstrijden | Sets | Sets | Punten | Punten | Punten |
| #       | Land             | G           | W           | V           | V    | T    | V      | T      | Punten |
| 1       | Verenigde Staten | 5           | 5           | 0           | 15   | 4    | 460    | 371    | 10     |
| 2       | Italië           | 5           | 4           | 1           | 13   | 6    | 439    | 401    | 9      |
| 3       | Bulgarije        | 5           | 3           | 2           | 10   | 9    | 446    | 440    | 8      |
| 4       | China            | 5           | 2           | 3           | 9    | 13   | 445    | 492    | 7      |
| 5       | Venezuela        | 5           | 1           | 4           | 8    | 12   | 421    | 451    | 6      |
| 6       | Japan            | 5           | 0           | 5           | 4    | 15   | 392    | 448    | 5      |

##### Groep B
| Datum       | Uur   | Land      | Land      | Uitslag | Setstanden                          |
| ----------- | ----- | --------- | --------- | ------- | ----------------------------------- |
| 10 augustus | 10:00 | Servië    | Rusland   | 1 - 3   | (25-20, 21-25, 22-25, 14-25)        |
| 10 augustus | 15:20 | Brazilië  | Egypte    | 3 - 0   | (25-19, 25-15, 25-18)               |
| 10 augustus | 22:20 | Polen     | Duitsland | 3 - 0   | (25-17, 33-31, 25-20)               |
| 12 augustus | 10:00 | Rusland   | Duitsland | 3 - 2   | (25-27, 25-21, 21-25, 25-23, 16-14) |
| 12 augustus | 13:00 | Egypte    | Polen     | 0 - 3   | (21-25, 18-25, 10-25)               |
| 12 augustus | 15:00 | Servië    | Brazilië  | 1 - 3   | (27-25, 20-25, 17-25, 21-25)        |
| 14 augustus | 12:00 | Duitsland | Egypte    | 3 - 0   | (29-27, 25-21, 25-21)               |
| 14 augustus | 12:30 | Brazilië  | Rusland   | 1 - 3   | (25-22, 24-26, 29-31, 19-25)        |
| 14 augustus | 15:05 | Polen     | Servië    | 3 - 1   | (31-29, 22-25, 25-22, 25-21)        |
| 16 augustus | 12:00 | Rusland   | Egypte    | 3 - 0   | (25-19, 25-14, 25-18)               |
| 16 augustus | 12:30 | Servië    | Duitsland | 3 - 1   | (25-21, 27-25, 24-26, 25-23)        |
| 16 augustus | 20:00 | Brazilië  | Polen     | 3 - 0   | (30-28, 25-19, 25-19)               |
| 18 augustus | 12:20 | Duitsland | Brazilië  | 0 - 3   | (22-25, 21-25, 23-25)               |
| 18 augustus | 12:30 | Polen     | Rusland   | 3 - 2   | (17-25, 26-24, 24-26, 25-23, 15-12) |
| 18 augustus | 15:15 | Egypte    | Servië    | 0 - 3   | (16-25, 13-25, 17-25)               |

| Groep B |           |             |             |             |      |      |        |        |        |
| #       | Land      | Wedstrijden | Wedstrijden | Wedstrijden | Sets | Sets | Punten | Punten | Punten |
| #       | Land      | G           | W           | V           | V    | T    | V      | T      | Punten |
| 1       | Brazilië  | 5           | 4           | 1           | 13   | 4    | 427    | 373    | 9      |
| 2       | Rusland   | 5           | 4           | 1           | 14   | 7    | 496    | 447    | 9      |
| 3       | Polen     | 5           | 4           | 1           | 12   | 6    | 434    | 404    | 9      |
| 5       | Servië    | 5           | 2           | 3           | 9    | 10   | 440    | 439    | 7      |
| 5       | Duitsland | 5           | 1           | 4           | 6    | 12   | 418    | 440    | 6      |
| 6       | Egypte    | 5           | 0           | 5           | 0    | 15   | 267    | 379    | 5      |

#### Kwartfinales
| Datum       | Uur   | Land             | Land     | Uitslag | Setstanden                          |
| ----------- | ----- | ---------------- | -------- | ------- | ----------------------------------- |
| 20 augustus | 10:00 | Bulgarije        | Rusland  | 1 - 3   | (25-20, 16-25, 22-25, 21-25)        |
| 20 augustus | 12:15 | Italië           | Polen    | 3 - 2   | (25-19, 25-22, 18-25, 26-28, 17-15) |
| 20 augustus | 20:00 | China            | Brazilië | 0 - 3   | (17-25, 15-25, 16-25)               |
| 20 augustus | 22:00 | Verenigde Staten | Servië   | 3 - 2   | (20-25, 25-23, 21-25, 25-18, 15-12) |

#### Halve finales
| Datum       | Uur   | Land             | Land     | Uitslag | Setstanden                          |
| ----------- | ----- | ---------------- | -------- | ------- | ----------------------------------- |
| 22 augustus | 12:30 | Verenigde Staten | Rusland  | 3 - 2   | (25-22, 25-21, 25-27, 22-25, 15-13) |
| 22 augustus | 20:00 | Italië           | Brazilië | 1 - 3   | (25-19, 18-25, 21-25, 22-25)        |

#### Bronzen finale
| Datum       | Uur   | Land    | Land   | Uitslag | Setstanden            |
| ----------- | ----- | ------- | ------ | ------- | --------------------- |
| 24 augustus | 10:00 | Rusland | Italië | 3 - 0   | (25-22, 25-19, 25-23) |

#### Finale
| Datum       | Uur   | Land             | Land     | Uitslag | Setstanden                   |
| ----------- | ----- | ---------------- | -------- | ------- | ---------------------------- |
| 24 augustus | 12:00 | Verenigde Staten | Brazilië | 3 - 1   | (20-25, 25-22, 25-21, 25-23) |

#### Eindrangschikking
| Goud | Zilver | Brons | 4 |
| --- | --- | --- | --- |
| Verenigde Staten Lloy Ball Gabe Gardner Kevin Hansen Tom Hoff Rich Lambourne David Lee Ryan Millar Reid Priddy Sean Rooney Riley Salmon Clay Stanley Scott Touzinsky                                     | Brazilië Dante Marcelinho Gustavo Murilo Samuel Fuchs Giba André Heller André Bruno Anderson Rodrigão Sérgio                                                            | Rusland Joeri Berezjko Sergej Grankin Vadim Chamoettsjkich Aleksandr Kornejev Aleksander Kosarev Aleksej Koelesjov Maksim Michajlov Aleksej Ostapenko Semjon Poltavski Sergej Tetjoechin Aleksej Verbov Aleksandr Volkov | Italië Luigi Mastrangelo Mauro Gavotto Valerio Vermiglio Marco Meoni Alessandro Paparoni Alberto Cisolla Matteo Martino Hristo Zlatanov Mirko Corsano Alessandro Fei Emanuele Birarelli Vigor Bovolenta |
| 5 | | | |
| Bulgarije Evgeni Ivanov Hristo Tsvetanov Andrey Zhekov Boyan Yordanov Krasimir Gaydarski Matey Kaziyski Vladimir Nikolov Teodor Salparov Kostadin Stoykov Todor Aleksiev Plamen Konstantinov Ivan Tassev | China Bian Hongmin Yuan Zhi Guo Peng Shi Hairong Cui Jianjun Jiao Shuai Yu Dawei Shen Qiong Jiang Fudong Ren Qi Sui Shengsheng Fang Yingchao                            | Polen Michał Winiarski Piotr Gruszka Daniel Pliński Paweł Zagumny Marcin Wika Mariusz Wlazły Łukasz Kadziewicz Paweł Woicki Sebastian Świderski Krzysztof Gierczyński Krzysztof Ignaczak Marcin Możdżonek                | Servië Nikola Kovačević Dejan Bojović Novica Bjelica Bojan Janić Vlado Petković Marko Samardžić Nikola Grbić Miloš Nikić Andrija Gerić Ivan Miljković Saša Starović Marko Podraščanin                   |
| 9 | 9 | 11 | 11 |
| Duitsland Marcus Popp Simon Tischer Björn Andrae Mark Siebeck Marcus Böhme Stefan Hübner Jochen Schöps Frank Dehne Christian Pampel Ralph Bergmann Robert Kromm Thomas Kröger                            | Venezuela Freddy Cedeno Carlos Tejeda Carlos Luna Ivan Marquez Thomas Ereu Luis Díaz Ernardo Gomez Andy Rojas Ronald Mendez Joel Silva Rodman Valera Juan Carlos Blanco | Egypte Hamdy Awad Abdalla Ahmed Mohamed Gabal Ahmed Abdel Naeim Abdel Latif Ahmed Wael Al Aydy Ashraf Abouelhassan Saleh Youssef Mohamed Badawy Hossameldin Gomaa Mohamed Seif Elnasr Mahmoud Abd El kader               | Japan Yusuke Ishijima Takahiro Yamamoto Yoshihiko Matsumoto Kunihiro Shimizu Tatsuya Fukuzawa Daisuke Usami Yu Koshikawa Kosuke Tomonaga Nobuharu Saito Masaji Ogina Katsutoshi Tsumagari Kota Yamamura |

### Vrouwen

#### Voorronde

##### Groep A
| Datum       | Uur   | Land             | Land             | Uitslag | Setstanden                          |
| ----------- | ----- | ---------------- | ---------------- | ------- | ----------------------------------- |
| 9 augustus  | 14:30 | Polen            | Cuba             | 1 – 3   | (25-21, 17-25, 20-25, 17-25)        |
| 9 augustus  | 20:00 | Venezuela        | China            | 0 – 3   | (13-25, 13-25, 18-25)               |
| 9 augustus  | 22:00 | Japan            | Verenigde Staten | 1 – 3   | (20-25, 25-20, 19-25, 21-25)        |
| 11 augustus | 12:30 | Verenigde Staten | Cuba             | 0 - 3   | (15-25, 24-26, 17-25)               |
| 11 augustus | 20:00 | China            | Polen            | 3 - 1   | (22-25, 25-15, 25-20, 25-22)        |
| 11 augustus | 22:00 | Japan            | Venezuela        | 3 - 0   | (25-12, 25-17, 25-12)               |
| 13 augustus | 12:00 | Venezuela        | Verenigde Staten | 1 - 3   | (17-25, 25-20, 14-25, 18-25)        |
| 13 augustus | 20:00 | Cuba             | China            | 3 - 2   | (18-25, 14-25, 25-23, 32-30, 15-13) |
| 13 augustus | 22:30 | Polen            | Japan            | 2 - 3   | (21-25, 20-25, 25-18, 25-23, 11-15) |
| 15 augustus | 12:30 | Venezuela        | Polen            | 0 - 3   | (12-25, 12-25, 20-25)               |
| 15 augustus | 20:00 | Verenigde Staten | China            | 3 - 2   | (23-25, 25-22, 23-25, 25-20, 15-11) |
| 15 augustus | 22:45 | Japan            | Cuba             | 0 - 3   | (17-25, 22-25, 22-25)               |
| 17 augustus | 12:00 | Cuba             | Venezuela        | 3 - 0   | (25-20, 25-20, 25-19)               |
| 17 augustus | 12:30 | Polen            | Verenigde Staten | 2 - 3   | (25-18, 21-25, 25-19, 19-25, 13-15) |
| 17 augustus | 20:00 | China            | Japan            | 3 - 0   | (26-24, 25-16, 25-14)               |

| Groep A |                  |             |             |             |      |      |        |        |        |
| #       | Land             | Wedstrijden | Wedstrijden | Wedstrijden | Sets | Sets | Punten | Punten | Punten |
| #       | Land             | G           | W           | V           | V    | T    | V      | T      | Punten |
| 1       | Cuba             | 5           | 5           | 0           | 15   | 3    | 426    | 371    | 10     |
| 2       | Verenigde Staten | 5           | 4           | 1           | 12   | 9    | 459    | 441    | 9      |
| 3       | China            | 5           | 3           | 2           | 13   | 7    | 467    | 395    | 8      |
| 4       | Japan            | 5           | 2           | 3           | 7    | 12   | 381    | 389    | 7      |
| 5       | Polen            | 5           | 1           | 4           | 9    | 12   | 441    | 445    | 6      |
| 6       | Venezuela        | 5           | 0           | 5           | 1    | 15   | 262    | 395    | 5      |

##### Groep B
| Datum       | Uur   | Land       | Land       | Uitslag | Setstanden                   |
| ----------- | ----- | ---------- | ---------- | ------- | ---------------------------- |
| 9 augustus  | 10:00 | Italië     | Rusland    | 3 – 1   | (25-20, 17-25, 25-16, 25-23) |
| 9 augustus  | 12:15 | Servië     | Kazachstan | 3 – 1   | (25-21, 25-17, 23-25, 25-21) |
| 9 augustus  | 12:30 | Algerije   | Brazilië   | 0 – 3   | (11-25, 11-25, 10-25)        |
| 11 augustus | 10:00 | Algerije   | Servië     | 0 - 3   | (14-25, 13-25, 13-25)        |
| 11 augustus | 12:00 | Kazachstan | Italië     | 0 - 3   | (19-25, 15-25, 21-25)        |
| 11 augustus | 14:30 | Brazilië   | Rusland    | 3 - 0   | (25-14, 25-14, 25-16)        |
| 13 augustus | 10:00 | Italië     | Algerije   | 3 - 0   | (25-7, 25-20, 25-12)         |
| 13 augustus | 12:30 | Rusland    | Kazachstan | 3 - 0   | (25-19, 25-18, 25-11)        |
| 13 augustus | 14:30 | Servië     | Brazilië   | 0 - 3   | (15-25, 13-25, 23-25)        |
| 15 augustus | 10:00 | Algerije   | Rusland    | 0 - 3   | (11-25, 19-25, 10-25)        |
| 15 augustus | 12:00 | Brazilië   | Kazachstan | 3 - 0   | (25-13, 25-6, 27-25)         |
| 15 augustus | 14:30 | Servië     | Italië     | 0 - 3   | (23-25, 20-25, 19-25)        |
| 17 augustus | 10:00 | Kazachstan | Algerije   | 3 - 1   | (25-18, 25-20, 17-25, 25-16) |
| 17 augustus | 14:30 | Italië     | Brazilië   | 0 - 3   | (16-25, 22-25, 17-25)        |
| 17 augustus | 22:00 | Rusland    | Servië     | 3 - 0   | (25-21, 25-16, 25-20)        |

| Groep B |            |             |             |             |      |      |        |        |        |
| #       | Land       | Wedstrijden | Wedstrijden | Wedstrijden | Sets | Sets | Punten | Punten | Punten |
| #       | Land       | G           | W           | V           | V    | T    | V      | T      | Punten |
| 1       | Brazilië   | 5           | 5           | 0           | 15   | 0    | 377    | 226    | 10     |
| 2       | Italië     | 5           | 4           | 1           | 12   | 4    | 372    | 315    | 9      |
| 3       | Rusland    | 5           | 3           | 2           | 10   | 6    | 353    | 312    | 8      |
| 4       | Servië     | 5           | 2           | 3           | 6    | 10   | 343    | 349    | 7      |
| 5       | Kazachstan | 5           | 1           | 4           | 4    | 13   | 323    | 404    | 6      |
| 6       | Algerije   | 5           | 0           | 5           | 1    | 15   | 230    | 392    | 5      |

#### Kwartfinales
| Datum       | Uur   | Land             | Land     | Uitslag | Setstanden                         |
| ----------- | ----- | ---------------- | -------- | ------- | ---------------------------------- |
| 19 augustus | 10:00 | Cuba             | Servië   | 3 - 0   | (26-24, 25-19, 26-24)              |
| 19 augustus | 12:00 | Japan            | Brazilië | 0 - 3   | (12-25, 20-25, 16-25)              |
| 19 augustus | 20:00 | China            | Rusland  | 3 - 0   | (25-22, 27-25, 25-19)              |
| 19 augustus | 22:00 | Verenigde Staten | Italië   | 3 - 2   | (20-25, 25-21, 19-25, 25-18, 15-6) |

#### Halve finales
| Datum       | Uur   | Land  | Land             | Uitslag | Setstanden            |
| ----------- | ----- | ----- | ---------------- | ------- | --------------------- |
| 21 augustus | 12:35 | Cuba  | Verenigde Staten | 0 - 3   | (20-25, 16-25, 17-25) |
| 21 augustus | 20:00 | China | Brazilië         | 0 - 3   | (25-27, 22-25, 14-25) |

#### Bronzen finale
| Datum       | Uur   | Land | Land  | Uitslag | Setstanden                   |
| ----------- | ----- | ---- | ----- | ------- | ---------------------------- |
| 23 augustus | 12:30 | Cuba | China | 1 - 3   | (16-25, 25-21, 13-25, 20-25) |

#### Finale
| Datum       | Uur   | Land             | Land     | Uitslag | Setstanden                   |
| ----------- | ----- | ---------------- | -------- | ------- | ---------------------------- |
| 23 augustus | 20:00 | Verenigde Staten | Brazilië | 1 - 3   | (15-25, 25-18, 13-25, 21-25) |

#### Eindrangschikking
| Goud | Zilver | Brons | 4 |
| --- | --- | --- | --- |
| Brazilië Carolina Alburqueque Jacqueline Carvalho Sheilla Castro Fabiana Claudino Welissa Gonzaga Thaisa Menezes Valeska Menezes Walewska Oliveira Fabiana de Oliveira Paula Pequeno Hélia Souza Marianne Steinbrecher | Verenigde Staten Lindsay Berg Heather Brown Nicole Davis Kimberly Glass Tayyiba Haneef-Park Jennifer Joines Robyn Ah Mow-Santos Ogonna Nnamani Danielle Scott-Arrude Stacy Sykora Logan Tom Kim Willoughby                  | China Feng Kun Li Jung Liu Yanan Ma Yunwen Wang Yimei Wei Quivue Xu Yunli Xue Ming Yang Hao Zhang Na Zhao Ruirui Zhou Suhong                                                                                            | Cuba Yumilka Ruiz Yanelis Santos Nancy Carrillo Daimi Ramirez Yaima Ortiz Rachel Sanchez Yusleynis Herrera Liana Mesa Rosir Calderon Kenia Carcaces Yusidey Silie Zoila Barros                       |
| 5 | | | |
| Italië Paola Croce Nadia Centoni Martina Guiggi Jenny Barazza Manuela Secolo Paola Cardullo Serena Ortolani Francesca Piccinini Francesca Ferretti Eleonora Lo Bianco Taismary Agüero Simona Gioli                     | Japan Megumi Kurihara Asako Tajimi Yoshie Takeshita Kanako Omura Miyuki Takahashi Yuko Sano Sachiko Sugiyama Yuka Sakurai Miyuki Kano Erika Araki Saori Kimura Yuki Kawai                                                   | Rusland Maria Borodakova Natalja Alimova Joelija Merkoelova Marina Sjesjenina Marina Akoelova Olga Fatejeva Ljoebov Sjasjkova Jelena Godina Jevgenija Estes Jekaterina Gamova Aleksandra Pasynkova Jekaterina Kabesjova | Servië Jelena Nikolić Jovana Brakočević Ivana Đerisilo Nataša Krsmanović Brižitka Molnar Jovana Vesović Maja Ognjenović Vesna Čitaković Maja Simanić Sanja Malagurski Stefana Veljković Suzana Ćebić |
| 9 | 9 | 11 | 11 |
| Kazachstan Natalja Zjoekova Olga Karpova Olga Nasedkina Korinna Isjimtsjeva Ksenija Iljoetsjenko Tatjana Pjoerova Joelija Koetsjko Olga Groesjko Irina Zaitsjeva Jelena Pavlova Inna Matvejeva Jelena Ezau             | Polen Katarzyna Skowrońska Mariola Zenik Katarzyna Gajgał Anna Podolec Małgorzata Glinka-Mogentale Agnieszka Bednarek Anna Baranska Milena Sadurek-Mikolajczyk Milena Rosner Maria Liktoras Joanna Kaczor Katarzyna Skorupa | Algerije Melinda Hanaoui Sérine Hanaoui Saleha Benhamouda Raouia Rouabhia Narimène Madani Fatma-Zohra Oukazi Mouni Abderrahim Safia Boukhima Nawel Mansouri Faïza Tsabet Lydia Oulmou Tassadit Aïssou                   | Venezuela Aleoscar Blanco Amarylis Villar Desiree Glod Genesis Franchesco Geraldine Quijada Jayce Andrade Wendy Romero Maria Jose Perez Maria Valero Roslandy Acosta Shirley Florian Yessica Paz     |

## Beachvolleybal

### Mannen
Zie Beachvolleybal op de Olympische Zomerspelen 2008 (mannen)

### Vrouwen
Zie Beachvolleybal op de Olympische Zomerspelen 2008 (vrouwen)

## Medailles

### Beach
| Onderdeel | Goud | Goud                        | Zilver | Zilver                             | Brons | Brons                       |
| --------- | ---- | --------------------------- | ------ | ---------------------------------- | ----- | --------------------------- |
| Mannen    | USA  | Todd Rogers Phil Dalhausser | BRA    | Márcio Araújo Fábio Luiz Magalhães | BRA   | Ricardo Santos Emanuel Rego |
| Vrouwen   | USA  | Kerri Walsh Misty May       | CHN    | Tian Jia Wang Jie                  | CHN   | Xue Chen Zhang Xi           |

### Zaal
| Onderdeel | Goud             | Zilver           | Brons   |
| --------- | ---------------- | ---------------- | ------- |
| Mannen    | Verenigde Staten | Brazilië         | Rusland |
| Vrouwen   | Brazilië         | Verenigde Staten | China   |

### Medaillespiegel
| Plaats | Land             | NOC    | Goud | Zilver | Brons | Totaal |
| ------ | ---------------- | ------ | ---- | ------ | ----- | ------ |
| 1      | Verenigde Staten | USA    | 3    | 1      | 0     | 4      |
| 2      | Brazilië         | BRA    | 1    | 2      | 1     | 4      |
| 3      | China            | CHN    | 0    | 1      | 2     | 3      |
| 4      | Rusland          | RUS    | 0    | 0      | 1     | 1      |
| Totaal | Totaal           | Totaal | 4    | 4      | 4     | 12     |

Tokio 1964 · 
Mexico-stad 1968 · 
München 1972 · 
Montréal 1976 · 
Moskou 1980 · 
Los Angeles 1984 · 
Seoel 1988 · 
Barcelona 1992 · 
Atlanta 1996 · 
Sydney 2000 · 
Athene 2004 · 
Peking 2008 · 
Londen 2012 · 
Rio de Janeiro 2016 · 
Tokio 2020 · 
Parijs 2024 · 
Los Angeles 2028 
Medaillewinnaars: Beachvolleybal · Zaalvolleybal
atletiek · badminton · basketbal · boksen · boogschieten · gewichtheffen · gymnastiek · handbal · hockey · honkbal · judo · kanovaren · moderne vijfkamp · paardensport · roeien · schermen · schietsport · schoonspringen · softbal · synchroonzwemmen · taekwondo · tafeltennis · tennis · triatlon · voetbal · volleybal · waterpolo · wielersport · worstelen · zeilen · zwemmen